# Giessendam - Neder-Hardinxveld
Giessendam - Neder-Hardinxveld is een dubbeldorp in de Alblasserwaard, dat sinds 1957 samen met het dorp Boven-Hardinxveld de gemeente Hardinxveld-Giessendam vormt, in de Nederlandse provincie Zuid-Holland. De gemeentenaam wordt ook wel als naam voor het dorp gebruikt, bijvoorbeeld op de komborden en in de naam van het treinstation.

## Geschiedenis
Zowel Giessendam als Hardinxveld is een deel van een vroegere gemeente waarvan de indeling op de oude lintbebouwing langs een dijk was gebaseerd. Giessendam vormde tot 1957 samen met het toen bij Giessenburg gevoegde Giessen-Oudekerk een lintdorp langs het riviertje de Giessen; Hardinxveld en Boven-Hardinxveld behoorden samen tot de gemeente Hardinxveld. Hardinxveld en Giessendam vormen echter al eeuwen een eenheid; zo zijn zij al sinds begin achttiende eeuw één kerkelijke gemeente. Dan wordt de niet-bestaande (als burgerlijke) naam Giessendam/Neder-Hardinxveld gebruikt.

## Grenzen
De grens tussen Giessendam en Neder-Hardinxveld werd gevormd door de Giessen. Er staat nog een oude grenspaal op wat 'den Dam' wordt genoemd, in de Peulenstraat (vlak naast de oude hervormde kerk). De grens tussen Neder-Hardinxveld en Boven-Hardinxveld is het Kanaal van Steenenhoek.

## Karakter
In vroeger tijden was (Neder-)Hardinxveld vooral gericht op visserij en later op industrie; Giessendam had een sterk agrarisch karakter. Het verschil tussen beide delen van Giessendam/Neder-Hardinxveld is sterk vervaagd, vooral door de onderlinge migratie en door het feit dat de nieuwbouwwijk De Peulen is aangelegd in voorheen door beide gemeenten betwist gebied. Tegenwoordig vormt Giessendam/Neder-Hardinxveld een eenheid en wordt vooral Boven-Hardinxveld als apart dorp beschouwd.

## Bereikbaarheid
Het dorp telt twee afritten langs de A15: Hardinxveld-Giessendam/Giessenburg en Sliedrecht-Oost/Hardinxveld-Giessendam-West. Het station Hardinxveld-Giessendam ligt aan de Qbuzz-spoorlijn Dordrecht - Geldermalsen; in beide richtingen vertrekt viermaal per uur een trein. Door het dorp rijden bussen van Qbuzz naar o.a. Sliedrecht, Giessenburg en Boven-Hardinxveld.

## Bekende oud-inwoners
- Elco Brinkman, politicus, bewoonde het dorp in de jaren 50
- Erik de Bruin, atleet

Kernen: Boven-Hardinxveld · Giessendam - Neder-Hardinxveld

Zuid-Holland: Steden en dorpen      Nederland: Provincies · Gemeenten